# Хилялийское нашествие
«Хилялийское нашествие» (араб. الغزو الهلالي لإفريقية‎) — переселение арабской конфедерации племён Бану Хиляль в Ифрикию. Оно было организовано Фатимидами с целью наказать Зиридов за отложение от них и за присягу на верность багдадским Аббасидам.

## Предыстория
После завоевания Египта Фатимидами в 969 году, тогда находившегося под властью Ихшидидов, вассалов Аббасидов, Фатимиды начали терять контроль над своими владениями в Магрибе. В 972 году Зириды провозгласили независимость от Фатимидов и признали Аббасидов халифами. В качестве возмездия Фатимиды организовали разрушительное вторжение племена Бану Хиляль в Магриб, чтобы наказать Зиридов и Хаммадидов.

## Вторжение
После разорения и опустошения Киренаики в 1050 году племена Бану Хиляль двинулись на запад к Зиридам. Бану Хиляль разграбили и опустошили Ифрикию и нанесли сокрушительное поражение Зиридам в битве при Хайдаране 14 апреля 1052 года. Затем бедуины изгнали берберский союз племён Зената из южной Ифрикии и вынудили Хаммадидов платить им ежегодную дань, поставив Хаммадидов в вассальную зависимость. Кайруан был разграблен и полуразрушен арабами в 1057 году после того, как из города бежали Зириды.

## Последствия
В результате вторжения Зириды и Хаммадиды были загнаны в прибрежные районы Ифрикии. При этом Зириды были вынуждены перенести свою столицу из Кайруана в Махдию (теперь их владения ограничивались прибрежной полосой вокруг Махдии). Владения Хаммадидов отныне были ограничены прибрежной полосой между Тенесом и Эль-Кала. Признав подчинённость Бану Хиляль, Хаммамиды к 1090 году были вынуждены перенести свою столицу из Кала-Бени-Хаммада в город Беджая.